# Depot II von Kosmonosy
Das Depot II von Kosmonosy (auch Hortfund II von Kosmonosy) ist ein Depotfund der frühbronzezeitlichen Aunjetitzer Kultur aus Kosmonosy im Středočeský kraj, Tschechien. Es datiert in die Zeit zwischen 2000 und 1800 v. Chr. Das Depot befindet sich heute im Regionalmuseum in Mladá Boleslav.

## Fundgeschichte
Das Depot wurde erstmals 1921 erwähnt. Der genaue Zeitpunkt und die Umstände des Funds sind unbekannt.
Aus Kosmonosy ist noch ein weiteres Depot bekannt, das aber in die späte Bronzezeit datiert.

## Zusammensetzung
Das Depot besteht aus acht Bronzegegenständen: zwei Ketten, zwei hohe und zwei niedrige gerippte Armmanschetten sowie zwei Bruchstücke von Randleistenbeilen. Die erste Kette besteht aus 19 ineinander gegossenen Ringen. Diese haben einen kantigen Querschnitt. Ihr Durchmesser schwankt zwischen 20 mm und 26 mm. Die Gesamtlänge der Kette beträgt 35 cm. Die zweite Kette bestand ursprünglich aus 28 tonnenförmigen Bronzeperlen mit einer Länge zwischen 5 mm und 6 mm, sechs Bernsteinperlen in vier unterschiedlichen Formen mit einem Durchmesser zwischen 7 mm und 13 mm und einem Anhänger aus Weißmetall in Form einer Muschel, von dem ein Stück abgebrochen ist. Die Bernsteinperlen sind verschollen. Bei den Armmanschetten handelt es sich um zwei Paare. Die niedrigen Manschetten sind beide neuzeitlich zerbrochen. Bei den Beilen ist von einem nur der vordere Teil erhalten. Der Nacken war bereits in vorgeschichtlicher Zeit abgebrochen und die Bruchkante war zu einer Fläche umgearbeitet worden. Von dem zweiten Beil ist nur der Nacken erhalten. Es weist Abnutzungsspuren auf, die auf eine (neuzeitliche?) Verwendung als Hammer hindeuten.
Zu dem Depot gehörten vielleicht noch ein Bruchstück einer Armspirale sowie Bodenscherben eines Keramikgefäßes. Es ist gut möglich, dass das Depot ursprünglich in einem Gefäß niedergelegt worden war. Auf jeden Fall waren die Gegenstände geordnet worden, denn Abdrücke auf der Patina belegen, dass die Armmanschetten ineinander gelegen hatten.